# Bernhard Kayser
Bernhard Kayser (* 6. August 1869 in Bremen; † 11. Mai 1954 in Stuttgart) war ein deutscher Augenarzt.

## Leben
Der 1869 in Bremen geborene Bernhard Kayser belegte nach dem Abitur ein Studium der Medizin an den Universitäten Tübingen und Berlin, das er 1893 in Berlin mit dem Erwerb des akademischen Grades eines Dr. med. abschloss. Unmittelbar danach absolvierte Kayser ein Praktikum in Tübingen, bevor er eine Stelle als Assistenzarzt in Freiburg im Breisgau antrat.
In der Folge wechselte Kayser als Schiffsarzt zum Norddeutschen Lloyd, ehe er in Brasilien 2,5 Jahre als Allgemeinmediziner praktizierte. Nach seiner Rückkehr nach Deutschland war Kayser zunächst als Arzt in Bremen und Brandenburg tätig. Kayser entwickelte ein besonderes Interesse für die Augenheilkunde und spezialisierte sich 1903 als Augenarzt. Er ging nach Stuttgart, wo er den Rest seines Lebens verbrachte.
Kayser wirkte viele Jahre als Herausgeber der Essay-Sektion der Klinischen Monatsblätter für Augenheilkunde, in denen er auch einige seiner Originalarbeiten veröffentlichte. Bernhard Kayser gilt als einer der Pioniere in der Behandlung von Augenkrankheiten in Stuttgart. Trotz seiner öffentlichkeitsscheuen und zurückhaltenden Art war er zu seiner Zeit der renommierteste Augenarzt Süddeutschlands.
Bernhard Kayser beschrieb 1902 – ein Jahr vor seinem Kollegen Bruno Fleischer – erstmals den später nach ihnen beiden benannten Kayser-Fleischer-Kornealring in der Kornea bei der Wilson-Krankheit.